# 천주교 평양교구
천주교 평양교구(天主敎 平壤敎區, 라틴어: Dioecesis Pyeongyangensis)는 평안도를 관할하는 한국 로마 가톨릭교회 교구이다. 현재의 교구는 형식적으로만 존재하고 있으며, 사실상 천주교 서울대교구에서 관할을 대행하고 있다. 현재 평양교구 관내의 성당은 장충성당이 유일한 성당이나 평양교구에서 짓거나 운영하는 성당은 아니며 본당은 명동성당이다.

## 연혁
- 1895. 파리외방전교회 최창근(Le Gendre) 신부, 평양성 밖 산명모루에 공소 개설
- 1900. 파리외방전교회 르 메르(Le Merre) 신부, 장대현에 평양성당을 건립
- 1902. 평남 영유본당 창설
- 1922. 평북 신의주본당 창설
- 1927. 3.17. 평양지목구 설정, 초대 지목구장에 방 파트리치오 신부 임명
- 1931. 평남 서포본당 창설과 교구 본부 준공, 평남 숙천본당 창설
- 1936. 9. 목 요한 지목장의 사임으로 부 신부가 지목구장직 대행
- 1938.10. 제4대 지목장에 오세아 오신부 임명
- 1939.10.29. 평양지목구가 대목구로 승격되고 오교구장이 로마에서 주교로 서품
- 1942. 1. 서울교구 노기남 바오로 교구장이 평양대목구장 서리를 겸임
- 1942. 2. 홍용호 신부가 대목구장 대리로 임명되고 경성대목구 신부들이 파견됨
- 1943. 3. 대목구장대리 홍용호 프란치스코 신부, 제5대 대목구장에 임명
- 1944. 2.27. 관후리성당을 일본군에 징발당하고, 계리 산정현 개신교 예배당으로 이전
- 1944. 4.17. 교황 비오 12세, 홍용호 대목구장을 주교로 임명
- 1944.12. 서울대목구 신부들, 소속 대목구로 복귀
- 1949. 5.14. 홍용호 주교 피납, 평양인민교화소에 수감
- 1950.10.13. 홍용호 주교, 북방으로 이송된 후 행방 불명
- 1950.11.20. 교구장 서리에 캐롤 안 신부가 임명

## 역대 교구장
- 1대 방 파트리치오 몬시뇰 (1927년 1월 9일 ~1929년 8월 12일, 지목구장)
- 2대 목 요한 몬시뇰 (1930년 4월 1일 ~ 1936년, 지목구장)
- 3대 부 굴리엘모 신부 (1939년, 지목구장)
- 4대 오 굴리엘모 주교 (1939년, 대목구장)
- 5대 노기남(바오로) 주교(1942년, 대목구장서리)
- 6대 홍용호(프란치스코) 주교(1943년 ~ 1950년, 대목구장)
- 7대 안 제오르지오 몬시뇰 (1950년 ~ 1975년, 대목구장 및 교구장서리)
- 8대 김수환(스테파노) 추기경 (1975년 6월 10일 ~ 1998년 4월 3일, 교구장서리)
- 9대 정진석(니콜라오) 추기경 (1998년 6월 6일 ~ 2012년 6월 15일, 교구장서리)
- 10대 염수정(안드레아) 추기경 (2012년 6월 25일 ~ 2021년 10월 28일, 교구장서리)
- 11대 정순택(베드로) 대주교 (2021년 12월 8일 ~ 현재, 교구장서리)